# 光興 (前趙)
光興（こうこう）は、五胡十六国時代、前趙（当時の国号は漢）の君主劉聡の治世に使用された元号。
310年7月 - 311年5月。

## 西暦・干支との対照表
| 光興 | 元年  | 2年   |
| 西暦 | 310年 | 311年 |
| 干支 | 庚午  | 辛未  |

## 他元号との対照表
| 光興 | 元年  | 2年    |
| 西晋 | 永嘉4 | 永嘉5  |
| 成漢 | 晏平5 | 玉衡元 |